# Canário-da-costa
O canário-da-costa (Sicalis raimondii) é uma espécie de ave da família Thraupidae . É endêmica da costa do Peru . Os seus habitats naturais são matagal árido tropical ou subtropical e matagal subtropical ou tropical de altitude elevada.